# Halifax-klassen
Halifax-klassen, er en canadisk fregatklasse navngivet efter canadiske byer. Klassen består af tolv fregatter benyttet af Royal Canadian Navy. Klassen er rygraden i flåden og er fleksible fregatter, dog med hovedvægt på antiubådskrigsførelse. Denne fokus på antiubådskrigsførelse er et udslag af planlægningen i 1980'erne for man fokuserede på flådens opgaver under den kolde krig. Østblokkens og Sovjetunionens sammenbrud betyder at fregatterne i dag, i modsætning til deres oprindelig formål, bliver benyttet i internationale kampgrupper overalt i verden. Fra det første skib indgik i aktiv tjeneste i 1992 og ind i den første tredjedel af det 21. århundrede forventes denne skibsklasse at være hjørnestenen i Royal Canadian Navy, og der er startet et moderniseringsprogram for at sikre at skibene kan leve op til disse forventninger i resten af deres levetid.

## Historie

### Udvikling
I midten af 1970'erne begyndte den canadiske flåde at overveje en erstatning for de 20 eskortedestroyere af St. Laurent-, Restigouche-, Mackenzie- og Annapolis-klassen. Dette kulminerede i Canadian Patrol Frigate Project. Dette projekt blev skabt frem for NATO Frigate Replacement for 90s (NFR-90), der slog fejl da de otte lande der var med i projektet alle havde forskellige interesser. Resultatet blev at de fleste lande valgte at satse på et nationalt design, og i Canada blev et til Helifax-klassen.
Ifølge NATO-doktrinerne i den kolde krig skulle Canadas hovedopgave i en eventuel konflikt være at nedkæmpe de stærke sovjetiske undervandsstyrker i både Atlanterhavet og Stillehavet. Ligeledes var det en prioriteret opgave at sikre konvojer på vej til Europa mod sovjetiske undervandsbåde. En sekundær opgave var at beskytte sig selv mod fjendtlige overfladeskibe og luftangreb.

## Skibe i klassen
| Pnt. | Navn            | Kølen lagt        | Søsat             | Indgået            | Skæbne     | Kaldesignal |
| ---- | --------------- | ----------------- | ----------------- | ------------------ | ---------- | ----------- |
| 330  | Halifax         | 19. marts 1987    | 30. april 1988    | 29. juni 1992      | I tjeneste | CGAP        |
| 331  | Vancouver       | 19. maj 1988      | 8. juli 1989      | 23. august 1993    | I tjeneste | CGAR        |
| 332  | Ville de Québec | 16. december 1988 | 16. maj 1991      | 14. juli 1994      | I tjeneste | CGAC        |
| 333  | Toronto         | 22. april 1989    | 18. december 1990 | 29. juli 1993      | I tjeneste | CGAD        |
| 334  | Regina          | 6. oktober 1989   | 25. januar 1992   | 29. december 1993  | I tjeneste | CGAE        |
| 335  | Calgary         | 15. juni 1991     | 28. august 1992   | 12. maj 1995       | I tjeneste | CGAF        |
| 336  | Montréal        | 8. februar 1991   | 28. februar 1992  | 21. juli 1994      | I tjeneste | CGAC        |
| 337  | Fredericton     | 25. april 1992    | 26. juni 1993     | 10. september 1994 | I tjeneste | CGAN        |
| 338  | Winnipeg        | 20. marts 1993    | 25. juni 1994     | 23. juni 1996      | I tjeneste | CGAI        |
| 339  | Charlottetown   | 18. december 1993 | 1. oktober 1994   | 9. september 1995  | I tjeneste | CGAJ        |
| 340  | St. John's      | 24. august 1994   | 26. august 1995   | 26. juni 1996      | I tjeneste | CGAK        |
| 341  | Ottawa          | 29. april 1995    | 31. maj 1996      | 28. september 1996 | I tjeneste | CGAL        |

## Beskrivelse

### Generelt
Skibene er overalt 134,1 meter lange, 16,4 meter brede, har en dybgang på 7,1 meter under propellerne og deplacementet er 4.770 tons. Fremdrivningen består af et såkaldt CODOG-system der kombinerer dieselmotorer til normalt sejlads og gasturbiner når der er behov for høj fart, det er ikke muligt at benytte begge systemer på samme tid. Dieselfremdrivningen er en SEMT Pielstick 20PA6 V280 dieselmotor på 8.800 Hk og turbinedriften varetages af to General Electric LM2500 gasturbiner på hver 47.500 hestekræfter. Kraften overføres til de to Escher-Wyss justerbare propeller via et Royal Schelde reduktionsgear. Dette giver skibene en topfart på 29 knob. Fremdrivningsanlægget bliver kontrolleret via et integreret kontrolsystem (Integrated Machinery Control System (IMCS)) der er udviklet af de canadiske firma CAE Inc.. En variant af det samme kontrolsystem er også at finde i Arleigh Burke-klassen i US Navy.
Til elektricitetsproduktion er skibene udrustet med fire generatorer fra AEG på hver 850 kW.

### Bevæbning

#### Antiubådsvåben
Til at udføre deres hovedopgave, antiubådskrigsførelse, er fregatterne udstyret med en CH-124 Sea King helikopter. Denne helikopter er udstyret med en dyppesonar såvel som Mk. 46 antiubådstorpedoer og samarbejder med de noget kraftigere, men knap så mobile sensorer der er placeret på moderskibet. På en forholdsvis lille platform som fregatterne af Halifax-klassen er en Sea King en meget stor helikopter som også skal kunne benyttes i hårdt vejr. Derfor benytter man et specielt system der er benævnt Beartrap ((dansk): Bjørnefælde). Helikopteren der skal lande på skibet sender et kabel ned der bliver fastgjort på skibet og dermed trækker sig ned med en motor mens rotorerne går med fuld kraft opad således at helikopteren vil stige hvis skibet laver en pludselig opadgående bevægelse og dermed ikke vil kollidere med helikopterdækket. Med dette system er man i stand til at operere med helikoptere op til Sea state 6
Der er igangsat et program der skal erstatte de 40 år gamle Sea Kings med en ny helikopter af typen CH-148 Cyclone. De første leveringer af helikopteren var forventet i 2008, men blev først leveret i 2010 og de forventes ikke at være fuldt indsatsklare før 2013.
Hvis en ubåd detekteres tæt på skibet kan den også engageres med Mk. 46 torpedoer fra et af de to dobbelte torpedorør om bord, de samme torpedoer der benyttes af skibenes helikoptere.

#### Kanoner
På fordækket findes skibets kanon. Halifax-klassen er bestykket med en enkelt L70 Mk 2 kanon fra BAE Systems (tidligere Bofors). Kanonen er en kaliber 57 mm med en kaliberlænge på 70. Kanonen har en maksimal skudkadence på 220 skud i minuttet og kan engagere mål på op til 17 kilometer med granater der vejer 2,4 kilogram. Den effektive skudrækning er dog kun cirka det halve. Disse våben kan benyttes mod en lang række mål, men den lille kaliber og høje skudkadence gør kanonen specielt egnet til at engagere luft- og små overflademål samt fjendtlige sømålsmissiler. Kanonens største begrænsning er engagement af landmål hvor den lille kaliber er en betydelig begrænsende faktor.
Som det sidste forsvar mod anflyvende sømålsmissiler findes der den radarstyrede 20 mm Phalanx CIWS. Rækkevidden på dette system er maksimalt 3.500 meter og den effektive skudafstand er 1.500 meter.
Som anslaget på USS Cole (DDG-67) viste, er små skibe en betydelig trussel mod krigsskibe. For at kunne yde et effektivt forsvar mod disse er Halifax-klassen bestykket med seks 12,7 mm maskingeværer af typen Browning M2.

#### Missiler
Til luftforsvar er skibene på begge sider udrustet med en otte cellet VLS til RIM-7 Sea Sparrow Dette system er primært beregnet til selvforsvar af skibet. Derudover er skibene udstyret med otte RGM-84 Harpoon antiskibsmissiler.

#### Elektronisk krigsførelse
Til forsvar mod antiskibsmissiler er skibene udstyret med Shield II-systemet fra BAE Systems. Systemet er et fuldautomatisk system der affyrer chaff eller flare der vildleder missiler ud på en afstand af henholdsvis 2000 og 160 meter. Hvert skib er udrustet med fire systemer med hver seks rør.
Torpedovildledningssystemet er AN/SLQ-25 Nixie. Systemet slæber via en stålwire en lydgenerator efter sig der skal give torpedoen et falsk mål at låse på.
Derudover er der både et ESM-system af typen CANEWS (Canadian Electronic Warfare System) såvelsom et SLQ-505 ECM-system Begge systemer er udviklet i samarbejde mellem Thorn og Lockheed Martin Canada.

### Sensorer
Som overflade- og luftvarslingsradar er skibene udstyret med den tredimensionelle Sea Giraffe HC150 fra Ericsson som arbejder i G- og H-båndet. Derudover benyttes en AN/SPS-49(V)5-radar. Denne radar fungerer i C- og D-båndet og giver et todimensionalt billede. Radaren er betydeligt mere langtrækkende end Sea Giraffe. Navigationsradaren er af typen Kelvin Hughes Type 1007, en I-båndsradar. Som ildledelsessystem benyttes to radarer i J-båndet benævnt SPG-503 (også kaldet STIR 1.8). Disse to har en rækkevidde på 140 kilometer og er konstrueret af den nederlandske forsvarskoncern Signaal, der nu har skiftet navn til Thales.
Til ubådsjagt – skibenes oprindelige hovedopgave – er skibene udstyret med to forskellige sonarsystemer:
- Den skrogmonterede AN/SQS-510(V) mellemfrekvente (2-8 kHz) aktive sonar egner sig især til lavvandede og kystnære områder samt erkendelse af miner og angribende torpedoer, men har den ulempe at den afslører skibets tilstedeværelse. Skibene kan med denne sonar erkende mål på op til 55 kilometers afstand.
- Den passive AN/SQR-501 CANTASS lavfrekvente slæbesonar fra General Dynamics Canada benyttes i mere åbent vand til at opdage ubåde uden af afsløre sin egen position.
- Som en tredje mulighed til ubådsdetektion kan man i GD-C AN/UYS-503-systemet analysere data modtaget fra sonarbøjer.

## Modernisering
Ud over at blive udstyret med nyere og langt mere kapable helikoptere, skal skibene desuden moderniseres til nutidens udfordringer. Den 5. juli 2007 offentliggjorde man et 3,1 milliard stort moderniseringsprogram benævnt FrigatE Life EXtension, forkortet FELEX. Dette program skal være gennemført i 2017 og herefter forventes skibene at være i tjeneste frem til 2030.
Elektronisk skal kampinformationssystemet, radarsystemerne, IFF- og ECM-systemerne opgraderes. Derudover installeres et Thales infrarødt overvågningssystem. De to Thales STIR-ildledelsesradarer skal erstattes af Saab Ceros 200, AN/SPS-49 skal erstattes af SMART-S Mk. 2 og Phalanx CIWS skal også moderniseres således at det ikke kun kan engagere luftmål men derimod også småbåde og skibe på vandet. 

## Eksterne Links
- Wikimedia Commons har flere filer relateret til Halifax-klassen
- RCN Officiel hjemmeside Arkiveret 25. februar 2009 hos  Wayback Machine Besøgt 2. september 2011 (engelsk)
- hazegray.org: Halifax-klassen Arkiveret 15. august 2011 hos  Wayback Machine Besøgt 2. september 2011 (engelsk)
- naval-technology.com: Halifax-klassen Besøgt 2. september 2011 (engelsk)